# Black Mountain Side
Black Mountain Side, sång  från 1969 av Led Zeppelin på musikalbumet Led Zeppelin. En instrumental låt med gitarr och tabla.